# Pierre des morts

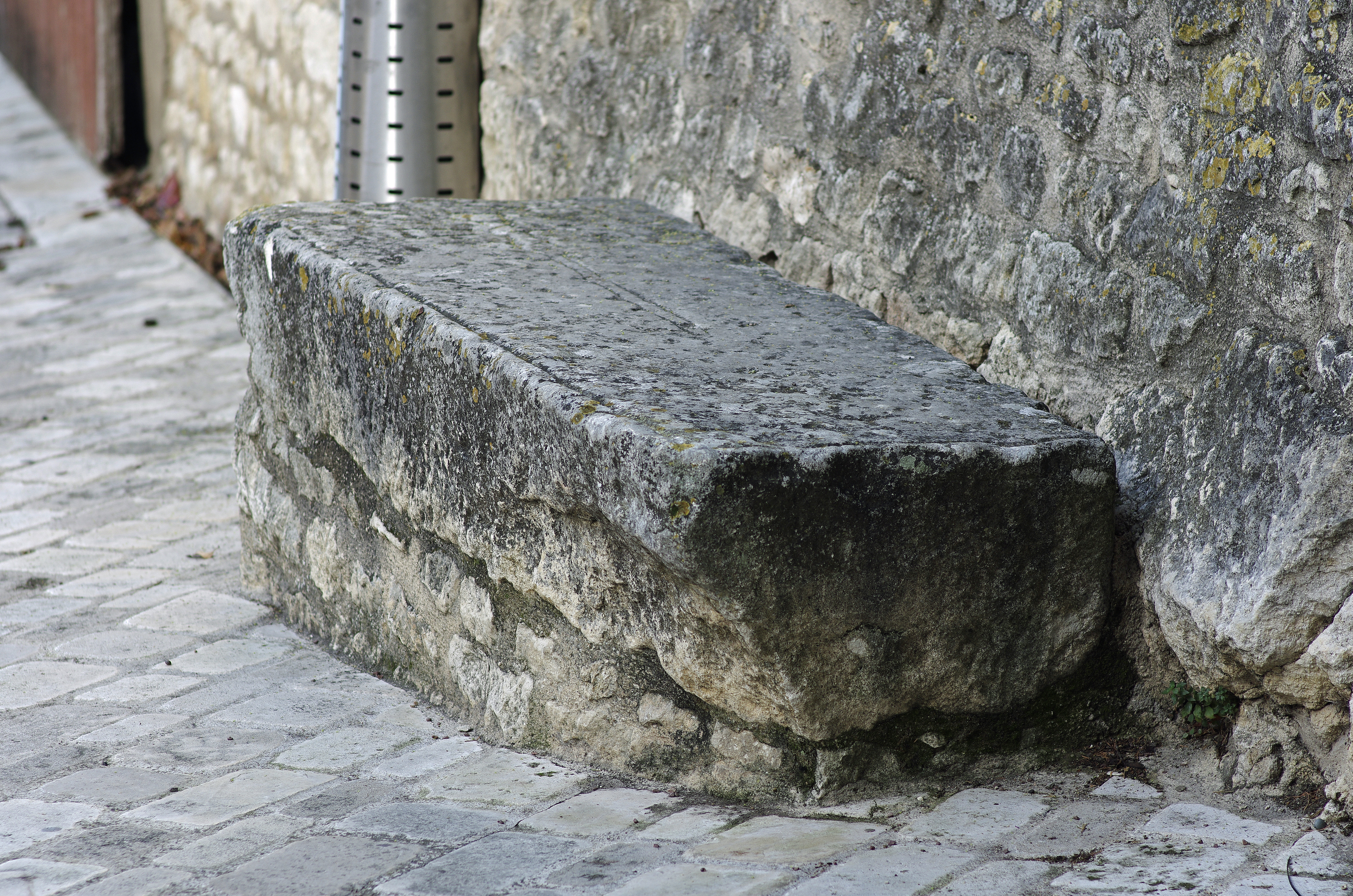
Une pierre des morts à Chauvigny dans la Vienne

La pierre des morts serait un type de monument typique de l'Auvergne et du Forez[réf. souhaitée], encore utilisé jusqu'à la fin du XIXe siècle. 
D'après une théorie développée par Marcel Baudouin, que ne documente aucune archive que ce soit, les familles habitant dans les jasseries devaient souvent descendre leurs morts sur le dos ou dans un cercueil jusqu'au village le plus proche afin que ceux-ci soient enterrés chrétiennement. Les prêtres n'étant pas toujours présents, il était prévu de grandes pierres carrées, sortes d'autels, sur lesquelles les porteurs déposaient le mort. À son retour ou quelques jours plus tard, le prêtre prenait le mort en charge, et l'enterrait suivant le rite catholique. Les familles et les porteurs étaient alors déjà retournés aux jasseries afin de continuer à s'occuper des bêtes. La plupart de ces témoignages d'un culte des morts aujourd'hui disparu ont été détruits. Ils ont souvent été utilisés en remploi, pour servir de remblai pour des routes par exemple, comme la pierre des morts de Saint-Anthème.

## Monuments historiques
Certaines de ces pierres sont protégées au titre des monuments historiques :
- à Luant dans l'Indre[1]
- à Choussy dans le Loir-et-Cher[2]
- à Lassay-sur-Croisne dans le Loir-et-Cher[3],[4]

De nombreuses autres sont inventoriées.

## Pour approfondir